# NGC 2735A
NGC 2735A is een onregelmatig sterrenstelsel in het sterrenbeeld Kreeft. Het bevindt zich in de buurt van NGC 2735.

## Synoniemen
- MCG 4-22-3
- ZWG 121.3
- VV 40
- Arp 287
- NPM1G +26.0168
- PGC 25402